# 大場玲耶
大場 玲耶（おおば れいや、5月18日 - ）は、日本の漫画家。兵庫県生まれ、千葉県出身、在住。女性。

## 作品リスト

### 漫画作品
- 隠れオタクの恋愛戦略（講談社『マガジンR』2017年1号[2] - 2019年1号[3]、全3巻）
  1. 2017年10月17日発売[4][5]、ISBN 978-4-06-510457-6
  2. 2018年6月15日発売[6]、ISBN 978-4-06-511594-7
  3. 2019年2月15日発売[7]、ISBN 978-4-06-514625-5
- レトロゲーとかマジウケる!（双葉社『まんがタウン』2018年12月号 - 2019年12月号、全1巻、2020年1月10日発売[8]、ISBN 978-4-575-94565-2
  - レトロゲーとかマジウケる！NEXT STAGE！（2024年8月16日発売[9]、単行本の続編に相当、電子書籍でのみ配信）[10][11][12]
- 勇者様!? こ…これってそういう意味ですか?!♥（双葉社『まんがタウン』2020年8月号（集中連載[13]） - →2020年10月号（本格連載） - 2022年8月号[14]、全2巻）
  1. 2021年8月11日発売[15]、ISBN 978-4-575-94593-5
  2. 2022年10月12日発売[16]、ISBN 978-4-575-94611-6

### その他
- 私の好きなしんちゃん映画特集（『まんがタウン』2018年5月号[17]）
- 私の愛したレトロゲーム特集（『まんがタウン』2019年1月号[18]）
- 私の好きな秋グルメ（『まんがタウン』2022年11月号[19]） - コミックエッセイ[19]
- 私の好きなしんちゃん映画（『まんがタウン』2023年9月号[20]） - コミックエッセイ[20]